# لوچیانو لگایزن
لوچیانو لگایزن (انگلیسی: Luciano Leguizamón؛ زادهٔ ۱ ژوئیهٔ ۱۹۸۲) بازیکن فوتبال اهل آرژانتین است.
از باشگاه‌هایی که در آن بازی کرده‌است می‌توان به باشگاه فوتبال ریور پلاته، باشگاه فوتبال الاتحاد، باشگاه فوتبال آرسنال ساراندی، باشگاه فوتبال جیمناسیا لاپلاتا، و باشگاه اتلتیکو ایندپندینته اشاره کرد.